# Bremer Vulkan

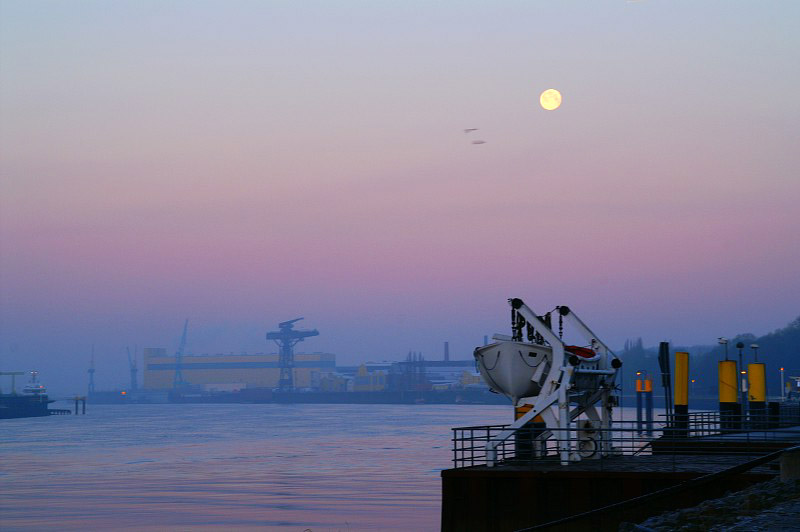
Вигляд на верфі компанії «Бремер Вулкан»

«Бремер Вулкан» (нім. Bremer Vulkan AG) — німецька суднобудівна компанія, розташована на берегу річки Везер у Бремен-Вегесаку, північному районі міста Бремен. Компанія була заснована у 1893 році як Eisengiesserei & Maschinenbau-Anstalt Waltjen und Leonhard. Компанія припинила існування в 1997 році через фінансові проблеми та безгосподарність.
Разом «Бремер Вулкан» побудував близько 1100 кораблів і суден різних типів, включаючи судна попередника Йоганна Ланге. Примітно, що Bremer Vulkan, за винятком обох світових воєн, будував лише цивільні кораблі; виробництво військових кораблів, за виключенням часу у Першій та Другій світовій війнах, вперше було розпочато в 1980-х роках.

## Найвідоміші події в історії компанії
- 1915 — уведене в експлуатацію пасажирське судно «Цепелін»; найбільше судно вироблене компанією BV на той час
- 1925 — уведене в експлуатацію пасажирське судно «Берлін»; пізніше російський пароплав «Адмірал Нахімов», що затонув у 1986 році
- 1928 — нафтовий танкер «Стілман» (16 436 GRT)[Прим. 1]
- 1939 — вантажне судно Goldenfels, в подальшому перероблений на допоміжний крейсер «Атлантіс», який затопив у 1941 році британський крейсер «Девоншир»
- 1982 — перший, головний, фрегат типу «Бремен» для ВМС Німеччини; згодом ще один у серії «Аугсбург»
- 1996 — спільно з компанією Lloyd Werft круїзний лайнер «Коста Вікторія»